# Пигжа (Торуньский повет)
Пигжа — деревня в гмине Лубянка Торуньского повета Куявско-Поморского воеводства в центральной части севера Польши.